# Аэросити
Аэросити (с англ. Aerocity; с хинди एरोसिटी) — район в Нью-Дели, Индия. Расположен возле Международного аэропорта имени Индиры Ганди. Район был создан в рамках масштабного проекта по развитию и модернизации аэропорта. Его целью было обеспечить современное пространство для комфортного проживания, работы и отдыха в непосредственной близости от аэропорта.

## История
Аэросити — район, который был создан в рамках масштабного проекта по развитию и модернизации международного аэропорта имени Индиры Ганди. Главной задачей при его разработке было создание комфортного пространства для жизни, работы и развлечений, расположенного в непосредственной близости от аэропорта.
С годами этот квартал стал излюбленным местом как для жителей Дели, так и для гостей города. Причина тому — хорошо развитая инфраструктура, включающая в себя высококлассные отели, рестораны, развлекательные заведения и бизнес-центры.
Также отмечается, что Aerocity представляет собой закрытый район, окружённый оградой. И чтобы попасть туда, нужно пройти через охрану.

## Инфраструктура
Aerocity предназначен для отдыха, работы и жилья, поэтому в районе находятся:
- Отели ведущих мировых брендов, в том числе 5-звёздочные
- Разнообразие ресторанов и кафе
- Магазины, предлагающие как аутентичные индийские товары, так и брендовые изделия
- Пешеходная зона на The Square с уличной едой и ресторанами[3].